# Kirchhofen (Sarnen)

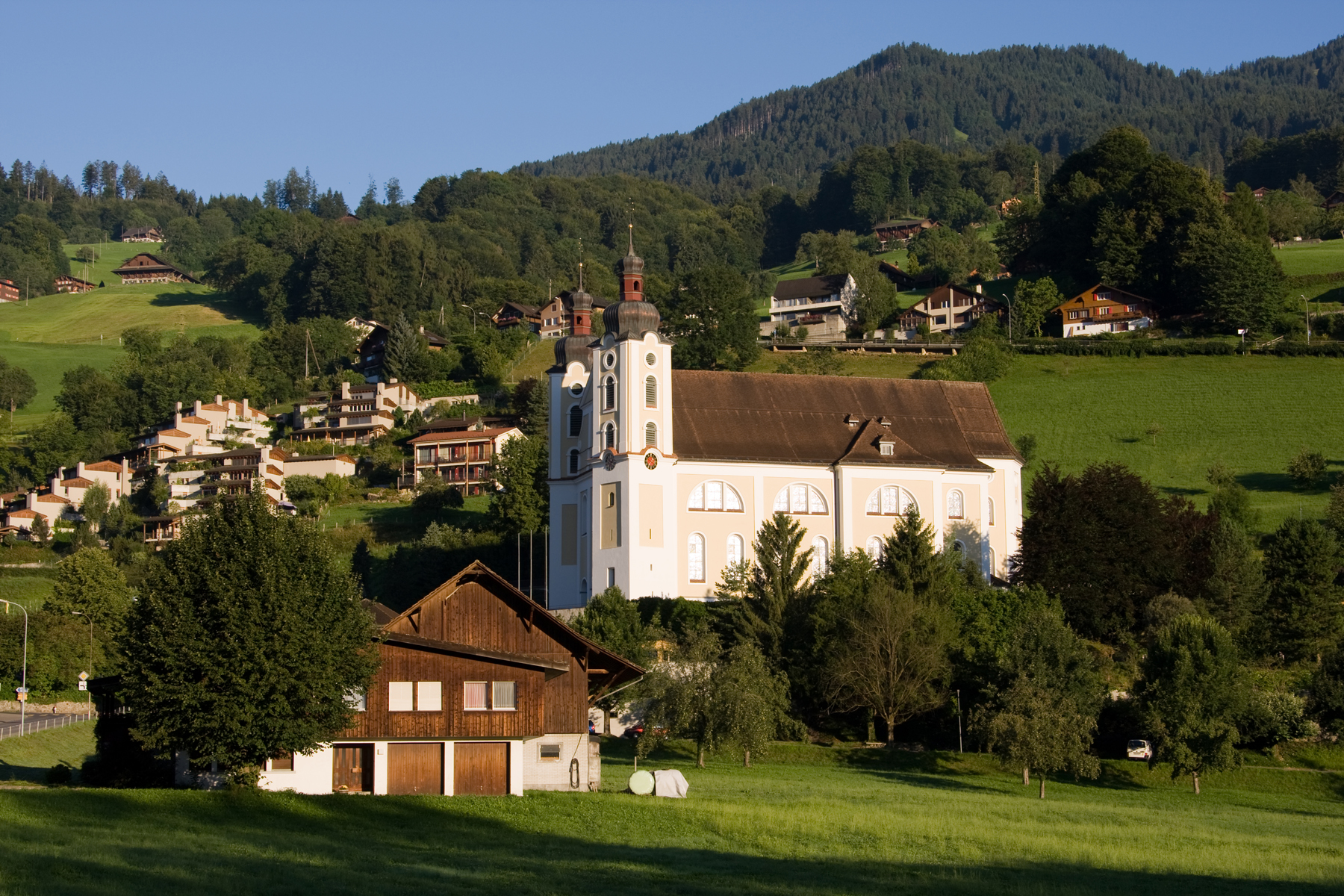
Pfarrkirche St. Peter und Paul im Quartier Kirchhofen

Kirchhofen ist ein Ortsteil beziehungsweise ein Quartier in der Gemeinde Sarnen im Kanton Obwalden.

## Geographie
Kirchhofen liegt südwestlich vom eigentlichen Dorf Sarnen und ist mit diesem durch die fast durchgängig bebaute Kirchstrasse verbunden. Südöstlich schliesst sich an Kirchhofen das Goldmatt-Quartier an. Dieses reicht bis hinunter zum Sarnersee und ist durch individuelle Bauweisen mit teilweise villenartigen Anwesen gekennzeichnet.

## Geschichte
Graf Ulrich von Lenzburg vergab dem Kloster Beromünster drei Vierteile seiner Rechte über die Kirche zu Sarnen und den «Unteren Hof». Dieser Untere Hof erhielt wegen seiner Zugehörigkeit zur nahen Kirche später den Namen Kirchhof oder Kirchhofen.
Wichtige Lebensader des Quartiers Kirchhofen war lange Zeit der Mühlekanal. Dessen Wasser trieb vor fast 500 Jahren unter anderem eine Mühle an, die erstmals 1534 erwähnt wird, jedoch wohl bereits um 1500 entstanden ist. Das Gebäude besteht bis heute und beherbergt ein Restaurant, in dem auch Kulturanlässe stattfinden. Den Blattibach, auch Mühlebach genannt, gibt es seit etwa 1960 nicht mehr.
An dem Hang der sich nordwestlich an das Quartier anschliesst, wurde 2008 ein Rebberg angelegt.

## Sehenswürdigkeiten
Geprägt wird das Quartier durch die Pfarrkirche St. Peter und Paul, mit anschliessendem Friedhof, Beinhaus-Kapelle St. Michael und Pfarrhaus. Das Dorfbild von Kirchhofen ist im Inventar der schützenswerten Ortsbilder der Schweiz (ISOS) als schützenswertes Ortsbild der Schweiz von nationaler Bedeutung eingestuft. In dem Quartier befindet sich das Grosshaus Hofmatt aus dem Jahr 1643, in dem sich eine Kunstgalerie befindet.

## Verkehrsanbindung
Durch das Quartier führt die Wilerstrasse, die zum Ortsteil Wilen und weiter nach Giswil führt. Hier verkehrt eine Postautolinie vom Bahnhof Sarnen bis Oberwilen.